# Dan Alexandru Condeescu
Dan Alexandru Condeescu (n. 15 februarie 1950, București – d. 15 august 2007, București) a fost un antologator de ediții, critic, istoric  și stilist literar român, eseist, director al Muzeului Literaturii Române, unul dintre cei mai apropiați, profunzi și exhaustivi critici literari ai lui Nichita Stănescu.

## Biografie profesională

### Înainte de 1989
A absolvit colegiul Sfântul Sava din București în 1969, respectiv ulterior, în 1974, Facultatea de limbă și literatură română, secția română-franceză, la Universitatea din București.
Debutul literar al lui Alexandru Condeescu s-a produs în anul 1972 în reviste studențesti și de specialitate cu articole de critică, istorie și stilistică literară, așa cum sunt revistele "Amfiteatru", "Limbă și literatură", respectiv la "Luceafărul", din 1977, unde a fost titularul rubricii "Debut" până în anul 1987. Alexandru Condeescu a publicat numeroase articole, studii, prefețe in revistele literare ale vremii, fiind în același timp, până în 1989, redactor al revistei "România pitorească".

### După 1989–Muzeul Literaturii Române
La data de 17 octombrie 1990 a fost numit, prin ordinul ministrului culturii de atunci, Andrei Pleșu, în funcția de director al Muzeului Literaturii Române, funcție care a păstrat-o timp de 17 ani, până în 2007, data decesului său prematur, similar cu cel al marelui poet pe care l-a antologat și studiat critic intensiv și extensiv.
Din februarie 1992 a fost redactorul-șef al revistei editate de Muzeul Literaturii Romane, "Manuscriptum". 
Printre altele, în calitate de director al Muzeului Literaturii Române, Alexandru Condeescu a înființat Editura Muzeului Literaturii Române, a coordonat o serie de expoziții și colecții inedite și a organizat o largă varietate de activități cu scriitori, artiști, regizori și actori, colocvii, spectacole, lecturi publice, poeme-teatru, cluburi de lectură, dezbateri și discuții, cenacluri și expoziții literare de anvergură.
In 14 ianuarie 2004 aprobă  desfășurarea ședințelor  Cenaclului 'Euridice' condus  de  prof. Marin Mincu , în 'Rotonda 13' și pentru crearea unui spațiu literar deschis, invită din data de 12  mai 2007 -în același spațiu- Cenaclul de Seară , condus de poetul Ion Gabriel Pușcă.

### Antologator, critic, editor al operei lui Nichita Stănescu
În 1999, Alexandru Condeescu și-a susținut teza de doctorat cu lucrarea Nichita Stănescu. Geometria haosului (viața și opera).  A editat opera poetului Nichita Stănescu, cu care a colaborat strâns în anii 1978 - 1983 (anul decesului marelui poet român).  Ca antologator de ediții, Condeescu, a debutat cu antologia selectivă în două volume, Ordinea cuvintelor, publicată în 1985, care a fost temeinic pregătită împreună cu poetul începând cu anii 1981 - 1982 și până la moartea acestuia.

## Operă, lucrări, antologii
- 1985 – Ordinea cuvintelor, antologie selectivă în două volume a poeziilor publicate de Nichita Stănescu între debutul literar și deces, seria Mari scriitori români, Editura Cartea Românească, București
- 1999 – Nichita Stănescu. Geometria haosului (viața și opera), lucrare de doctorat
- Planeta Moft, eseu dedicat lui Ion Luca Caragiale

## Premii și distincții
- 1977 – Premiul pentru critică al revistei "Luceafarul"
- 1988 – Premiul pentru eseu al Consiliului Ziariștilor din România
- 1998 – Premiul pentru debut în volum al Asociației Scriitorilor din București
- 1998 – Premiul special al revistei Tomis și Premiul Mihai Eminescu pentru critică literară al orașului Drobeta Turnu Severin
- 2004 – Premiul pentru critică și istorie literară "Nichita Stănescu", Ploiești
- 2004 – Premiul Uniunii Scriitorilor din România pentru secțiunea Antologii, Dicționare, Ediții critice s-a acordat lui Alexandru Condeescu și Nichita Stănescu, pentru Opera Magna, Editura MLR

### Decorații
- Ordinul național „Serviciul Credincios” în grad de Cavaler (1 decembrie 2000) „pentru realizări artistice remarcabile și pentru promovarea culturii, de Ziua Națională a României”[1]